# Nassrin Abdalla
Nassrin Abdalla ou Nasrin Abdallah est une militaire kurde, commandante en chef et porte-parole des Unités de protection de la femme (YPJ), les unités des combattantes kurdes au Rojava (Kurdistan de Syrie), affiliées au PYD.

## Biographie

### Jeunesse, formation et engagement
Nassrin Abdalla est née en 1978 ou 1979 à Qamichli. Comme la plupart des adolescentes vivant en Syrie, elle reçoit une formation militaire de base à l'école entre 13 et 16 ans.
Après avoir été journaliste indépendante, elle intègre les Unités de protection de la femme (Yekîneyên Parastina Jin, YPJ) en 2011 et y complète son entraînement militaire. Elle se fait connaître au début des années 2010 comme commandante militaire des YPJ lors de combats dans la zone de guerre entre la Turquie et la Syrie, connue sous le nom de Rojava, notamment pendant la bataille de Kobané.

### Porte-parole des YPJ

#### Séjours en Europe en 2015
En tant que commandante en chef et porte-parole des YPJ, elle acquiert une certaine reconnaissance en Europe après la victoire des forces du PYD à la bataille de Kobané grâce à la tenue de réunions publiques et de rencontres avec des personnalités en février 2015 à Paris,, où elle rend également hommage aux victimes des attentats de janvier 2015 et en juin 2015 à Rome,. Elle participe également en tant qu'invitée à la 7e conférence sur la sécurité en Europe centrale, à Prague, le 3 septembre 2015. Ces interventions publiques ont principalement pour but de sensibiliser l'opinion publique et la communauté internationale à ne pas délaisser les combattants kurdes dans leur guerre contre l'État islamique.

#### Séjours en Europe en 2016
Nassrin Abdalla fait de nouveaux séjours en Europe en 2016. Elle se trouve à Paris en février 2016 pour honorer la mémoire de trois militantes kurdes abattues en 2013 dans la capitale française[réf. souhaitée]. Elle est présente en mars 2016 à l'Université Libre de Bruxelles pour la célébration de Norouz.
Elle participe aux inaugurations des représentations du Rojava en Suède et en République Tchèque en avril 2016,.

#### Porte-parole de l'opération «revanche des femmes du Sinjar»
En tant que porte-parole des YPJ Nassrin Abdalla présente régulièrement les résultats de l'opération clandestine « revanche des femmes du Sinjar » qui vise à libérer les femmes et les enfants yézidis mis en esclavage par l'État islamique à la suite de leur offensive sur la région de Sinjar pendant l'été 2014. Elle indique en avril 2017 que 137 femmes et enfants ont été libérés. Elle présente un nouveau point sur l'opération en juin 2017, indiquant qu'environ 200 personnes sont maintenant libres.

### Vie militaire
Nassrin Abdalla confirme sa participation personnelle dans les combats des YPJ contre les forces de l'État islamique, se refusant cependant à plus de précisions sur ses actions. Elle précise également que son engagement est bénévole et qu'elle ne perçoit pas de salaire ou de solde de la part des FDS ou du PYD.

## Culture populaire

### Bande dessinée
Nassrin Abdalla est présente dans la bande dessinée Kobane Calling de Zerocalcare.